# Лаура (Салерно)
Лаура (итал. Laura) је насеље у Италији у округу Салерно, региону Кампанија.
Према процени из 2011. у насељу је живело 1624 становника. Насеље се налази на надморској висини од 3 м.